# أليكسا ماركوفيتش (لاعب كرة قدم)
أليكسا ماركوفيتش (بالألمانية: Aleksa Markovic)‏ هو لاعب كرة قدم نمساوي، ولد في 13 أبريل 2001 في فيينا في النمسا.

## وصلات خارجية
- أليكسا ماركوفيتش (لاعب كرة قدم) على موقع قاعدة بيانات كرة القدم.إي يو (الإنجليزية)
- أليكسا ماركوفيتش (لاعب كرة قدم) على موقع Soccerway.com (الإنجليزية)
- أليكسا ماركوفيتش (لاعب كرة قدم) على موقع عالم كرة القدم.نت (الإنجليزية)